# Ioan Șerb
Ioan Șerb (n. 11 ianuarie 1926, Malu cu Flori, România – d. 5 ianuarie 2004, Malu cu Flori)
În documentele din anii '50, prenumele său a apărut mai ales sub forma "Ioan", în timp ce în anii '60-'70 a fost utilizat prenumele "Ion".
Militar în termen în Divizia 1 Infanterie "Tudor Vladimirescu" (1944 - 1946), subofițer de jandarmi (1946 - 1948), urmează cursurile Școlii de Ofițeri M.A.I. (1948 - 1949). La 23 august 1949 este avansat sublocotenent și numit locțiitor politic al comandantului de companie la Centrul de Instrucție Grăniceri - Rădăuți, ulterior comandant de batalion de grăniceri. Căpitan în 1950. În perioada 1950 - 1952 urmează cursurile Academiei Militare "Klement E. Voroșilov" de la Moscova.
General maior (30 iulie 1955); general locotenent (august 1967).
La 8 octombrie 1954 a fost numit comandant al Direcției Trupelor de Grăniceri (subordonată Direcției Trupelor Operative și de Pază a Ministerului Afacerilor Interne) și de la 5 august 1955 a condus Comandamentului Trupelor de Grăniceri și Securitate (subordonat Ministerului Afacerilor Interne), îndeplinind în același timp funcția de adjunct al Ministrului de Interne. Acel comandament s-a desființat la 1 martie 1960 și generalul-maior Ion Șerb a condus în continuare Trupele de Grăniceri (transferate la Ministerul Forțelor Armate) până în luna noiembrie 1961. Primlocțiitor al comandantului C.I.T. între 1969 și 1971.
Locțiitor al comandantului Armatei a 2-a din octombrie 1961, între 10 iunie 1965 - 8 iulie 1969, a fost comandant al Armatei a II-a, cu comandamentul în București.
Potrivit mărturiei lui Ion Mihai Pacepa – generalul de Securitate care a "defectat", fugind din România în Occident în iulie 1978 –, generalul Ion Șerb era "șeful Garnizoanei Militare București când a fost contactat de fosta lui amantă din Moscova (...) Celor de la GRU le place să bată fieru’ cât e cald. La prima lui întâlnire cu Șerb, în timp ce Nastasia îi strângea picioarele lui Șerb între genunchii ei, sub masă, F. A. Musatov i-a cerut niște documente secrete aparent inofensive (...) Musatov s-a mișcat foarte repede. A pretins că are nevoie de toate acestea pentru o teză de doctorat. Dar el a scris ceva despre apărarea unei capitale est-europene împotriva unui atac NATO în care se folosesc arme convenționale. A folosit ca exemplu Bucureștiul, iar planurile de apărare ale Bucureștiului îi vor fi de mare ajutor (...)
Când Musatov a cerut planurile, Direcția a IV-a a Securității le-a scos în secret în noaptea aia din seiful personal al lui Șerb și le-a înlocuit cu o versiune falsă, menită să dezinformeze, pe care băieții o au întotdeauna la îndemână (...) Moscova s-a prins în joc singură (...). În luna septembrie 1971, generalul-locotenent Ioan Șerb a fost prins în flagrant delict de către ofițerii Direcției a IV-a (contrainformații militare) a Departamentului Securității Statului. Acesta a fost condamnat la șapte ani de închisoare de către un tribunal militar deoarece a deținut ilegal, la domiciliul său, mai multe documente (printre care s-au aflat două hărți cu însemnări) și a divulgat secrete de stat (spionaj în favoarea Uniunii Sovietice). Nicolae Ceaușescu a vrut ca Șerb să fie nimicit. Dar abia se anunțase public că România nu mai are deținuți politici, astfel că Tovarășul a hotărât să fie drastic pedepsit pentru încălcarea legii cu privire la secretul de stat. Documentele false, pregătite de Direcția a IV-a, au fost ascunse în casa lui în timpul unei descinderi clandestine, iar el a fost arestat imediat când au fost găsite.
Deși a fost prins în flagrant, trimis în judecată și condamnat de un tribunal militar deoarece a deținut în mod ilegal documente și a divulgat secrete de stat (spionaj militar în favoarea URSS), generalul Ion Șerb nu a fost executat, probabil datorită dorinței lui Nicolae Ceaușescu de a nu tensiona și mai mult relațiile dintre Uniunea Sovietică și Republica Socialistă România.
Ceaușescu a ordonat organizarea unei operațiuni de dezinformare în Occident, răspândind zvonul că Șerb era primul general din blocul sovietic care a fost condamnat ca spion sovietic. În august 1976, la întoarcerea sa din Crimeea după o întâlnire conciliantă cu Leonid Brejnev, Ceaușescu a ordonat ca Șerb să fie silit să semneze un acord secret, iar apoi să fie eliberat din închisoare și trimis la muncă într-o gospodărie agricolă departe de București".
Din condamnarea respectivă, generalul Ion Șerb a efectuat doar patru ani de închisoare. 
A fost degradat și trecut în rezervă la 30 septembrie 1971 cu gradul de soldat.
Despre cazul de spionaj în care Ioan Șerb a fost implicat, generalul Nicolae Pleșiță - fost șef al Direcției a V-a Securitate și Gardă - a declarat în anul 1999 astfel: „Generalul Șerb a fost demascat ca agent al rușilor. [Românii] l-au închis la Aiud. Când l-am arestat, era reprezentantul nostru în cadrul comandamentului Tratatului de la Varșovia. [Șerb] A fost pus să sustragă documente, hărți și să le dea rușilor. L-am prins în flagrant. [Nicolae] Ceaușescu s-a explicat cu Brejnev, iar la proces i s-a reproșat lui Șerb doar încălcarea regulilor de folosire a documentelor secrete. Era o măsluire ca să nu se cunoască adevărata cauză. Rușilor le-a convenit să nu-i demascăm printr-un proces, dar n-au încetat activitățile contra noastră."
Cazul a ajuns cunoscut în lumea întreagă, prima știre din presa americană referitoare la cazul de spionaj al generalului Ion Șerb a apărut la 28 februarie 1972, în revista „Time”.
Alți membri ai fostei Securități, care doresc să-și păstreze anonimatul, contrazic opiniile exprimate de Nicolae Pleșiță și sugerează că Ion Șerb a acționat mult timp în folosul serviciilor secrete românești. Se pare că generalul respectiv a adus mari beneficii României până în momentul arestării sale, iar sentința nu a fost îndeplinită tocmai din acest motiv.
Iese din închisoare în 1976. 
Ulterior, a fost trimis în producție ca director în cadrul Întreprinderii Miniere Rovinari.
După 1989, generalul Ion Șerb s-a înscris în Partidul Socialist al Muncii, înființat de fostul premier comunist Ilie Verdeț și, în luna iunie 1996, a câștigat alegerile organizate pentru funcția de primar în comuna natală Malu cu Flori (jud. Dâmbovița). La alegerile locale din luna iunie 2000, Ion Șerb a candidat din nou, însă ca reprezentant al Partidului România Mare.
După insuccesul înregistrat la alegerile locale din vara anului 2000, Ion Șerb s-a retras din viața publică.

## Distincții
- Ordinul „Steaua Republicii Populare Romîne” clasa a IV-a (21 august 1954) „pentru merite deosebite pe tărîmul construcției de stat, economice, sociale și culturale, cu ocazia celei de a zecea aniversări a eliberării patriei noastre”[1]
- Ordinul „23 August” clasa a IV-a (12 august 1959) „pentru contribuție activă la întărirea regimului democrat-popular”[2]
- Ordinul „Apărarea Patriei” clasa a III-a (10 august 1964) „pentru merite deosebite în opera de construire a socialismului, cu prilejul celei de a XX-a aniversări a eliberării patriei”[3]